# İsmət Dursun oğlu Abasov
 İsmət Dursun oğlu Abasov es un estadista y político azerbaiyano, Vice Primer Ministro de la República de Azerbaiyán desde 2013. 

## Biografía
Nacido en Ereván, en 1971 se graduó por la Escuela Secundaria nº 9 M. F. Axundov de esa ciudad. En 1976 completó sus estudios de merceología en el Instituto de Economía Nacional de Azerbaiyán. 
En los años 1976-1980 trabajó como ingeniero superior y jefe de departamento en la Administración Central de Suministros, Preparación y Comercialización del Comité Estatal de Viticultura y Enología. 
En 1980-1989 fue jefe del Departamento de Planificación y Producción y Subdirector Comercial en la Fábrica de Vinos Espumosos de Bakú. 
En 1985 terminó su Doctorado en Economía. 
Entre 1989 y 1990 ejerció como Subdirector Económico en la Fábrica de Galletas de Bakú. 
En 1990 fue elegido concejal del Ayuntamiento de Bakú. 
En 1990-1993 trabajó como Subdirector Económico en la Fábrica de Vinos nº 1 de Bakú. 
Desde 1993 es miembro del Partido Nuevo Azerbaiyán . 
En 1993-1997 fue Subdirector de Producción y Director Administrativo de la Fábrica de Tabacos de Bakú. 
En 1997, mediante disposición del Presidente de la República de Azerbaiyán, fue nombrado Viceministro Primero de Agricultura de la República de Azerbaiyán. 
Entre los años 2004 y 2013 fue Ministro de Agricultura de la República de Azerbaiyán  .       
Desde el año 2005 es miembro del Consejo Político del Partido Nuevo Azerbaiyán. 
Desde 2013 es el Vice Primer Ministro de la República de Azerbaiyán. 
Preside la Federación de Tenis de Mesa de Azerbaiyán. 
Casado, tiene dos hijos y tres nietos. 
- Datos: Q4054337
- Multimedia: İsmət Abasov / Q4054337